# M.L. Carr
Michael Leon Carr, detto M.L. (Wallace, 9 gennaio 1951), è un ex cestista, allenatore di pallacanestro e dirigente sportivo statunitense, professionista nella ABA e nella NBA.

## Carriera
Venne selezionato dai Kansas City Kings al quinto giro del Draft NBA 1973 (76ª scelta assoluta).

## Statistiche
| † | Denota una stagione in cui ha vinto il titolo NBA |
| * | Primo nella lega                                  |

### NBA e ABA

#### Regular Season
| Anno       | Squadra                    | PG  | PT | MP   | TC%  | 3P%  | TL%  | RP  | AP  | PRP  | SP  | PP   |
| ---------- | -------------------------- | --- | -- | ---- | ---- | ---- | ---- | --- | --- | ---- | --- | ---- |
| 1975-1976  | Spirits of St. Louis (ABA) | 74  | -  | 29,4 | 48,3 | 37,5 | 66,5 | 6,2 | 3,0 | 1,7  | 0,6 | 12,2 |
| 1976-1977  | Detroit Pistons (NBA)      | 82  | -  | 32,2 | 47,6 | -    | 73,5 | 7,7 | 2,2 | 2,0  | 0,7 | 13,3 |
| 1977-1978  | Detroit Pistons            | 79  | -  | 32,4 | 45,5 | -    | 73,8 | 7,1 | 2,3 | 1,9  | 0,3 | 12,4 |
| 1978-1979  | Detroit Pistons            | 80  | -  | 40,1 | 51,4 | -    | 74,3 | 7,4 | 3,3 | 2,5* | 0,6 | 18,7 |
| 1979-1980  | Boston Celtics             | 82  | 7  | 24,3 | 47,4 | 29,3 | 73,9 | 4,0 | 1,9 | 1,5  | 0,4 | 11,1 |
| 1980-1981† | Boston Celtics             | 41  | 7  | 16,0 | 44,9 | 7,1  | 79,1 | 2,0 | 1,4 | 0,7  | 0,4 | 6,0  |
| 1981-1982  | Boston Celtics             | 56  | 27 | 23,1 | 45,0 | 29,4 | 70,7 | 2,7 | 2,3 | 1,2  | 0,4 | 8,1  |
| 1982-1983  | Boston Celtics             | 77  | 0  | 11,5 | 42,9 | 15,8 | 74,1 | 1,8 | 0,9 | 0,6  | 0,1 | 4,3  |
| 1983-1984† | Boston Celtics             | 60  | 1  | 9,8  | 40,9 | 20,0 | 87,5 | 1,3 | 0,8 | 0,3  | 0,1 | 3,1  |
| 1984-1985  | Boston Celtics             | 47  | 0  | 8,4  | 41,6 | 39,1 | 100  | 0,9 | 0,5 | 0,4  | 0,1 | 3,2  |
| Carriera   | Carriera                   | 678 | 42 | 24,2 | 47,2 | -    | 73,7 | 4,5 | 2,0 | 1,4  | 0,4 | 10,0 |

#### Massimi in carriera
Regular Season
- Massimo di punti in ABA: 23 (3 volte)
- Massimo di punti in NBA: 36 vs Houston Rockets (27 dicembre 1978)
- Massimo di rimbalzi in ABA: 17 (2 volte)
- Massimo di rimbalzi in NBA: 18 (2 volte)
- Massimo di assist in ABA: 8 (3 volte)
- Massimo di assist in NBA: 9 (2 volte)
- Massimo di palle rubate in ABA: 3 vs Virginia Squires (3 dicembre 1975)
- Massimo di palle rubate in NBA: 7 vs Golden State Warriors (25 gennaio 1978)
- Massimo di stoppate in ABA: 2 (2 volte)
- Massimo di stoppate in NBA: 3 (4 volte)

#### Playoffs
| Anno     | Squadra         | PG | PT | MP   | TC%  | 3P%  | TL%  | RP  | AP  | PRP | SP  | PP  |
| -------- | --------------- | -- | -- | ---- | ---- | ---- | ---- | --- | --- | --- | --- | --- |
| 1977     | Detroit Pistons | 3  | -  | 37,3 | 38,7 | -    | 57,1 | 5,7 | 2,0 | 0,3 | 1,0 | 9,3 |
| 1980     | Boston Celtics  | 9  | -  | 19,1 | 40,0 | 40,0 | 66,7 | 3,7 | 1,2 | 0,7 | 0,1 | 9,1 |
| 1981†    | Boston Celtics  | 17 | -  | 16,9 | 41,6 | 0,0  | 75,0 | 1,5 | 0,8 | 0,6 | 0,4 | 6,0 |
| 1982     | Boston Celtics  | 12 | -  | 25,4 | 35,2 | 0,0  | 65,2 | 3,6 | 2,3 | 0,9 | 0,0 | 7,4 |
| 1983     | Boston Celtics  | 3  | -  | 7,3  | 25,0 | 0,0  | 100  | 0,3 | 0,0 | 0,7 | 0,0 | 2,0 |
| 1984†    | Boston Celtics  | 16 | -  | 5,1  | 40,6 | 33,3 | 90,9 | 0,5 | 0,3 | 0,4 | 0,0 | 2,4 |
| 1985     | Boston Celtics  | 7  | 0  | 3,4  | 26,7 | 50,0 | -    | 0,3 | 0,1 | 0,1 | 0,0 | 1,3 |
| Carriera | Carriera        | 67 | 0  | 15,0 | 38,2 | 22,7 | 71,4 | 1,9 | 1,0 | 0,6 | 0,1 | 5,3 |

#### Massimi in carriera
Playoffs
- Massimo di punti in NBA: 23 vs Houston Rockets (14 aprile 1980)
- Massimo di rimbalzi in NBA: 10 vs Golden State Warriors (17 aprile 1977)
- Massimo di assist in NBA: 5 (2 volte)
- Massimo di palle rubate in NBA: 3 (3 volte)
- Massimo di stoppate in NBA: 2 vs Houston Rockets (12 maggio 1981)

## Palmarès

### Giocatore
- Campionato NBA: 2

Boston Celtics: 1981, 1984
- ABA All-Rookie Team: 1976
- NBA All-Defensive Team: 1

Second Team: 1979
- Migliore nelle palle rubate NBA (1979)